# Крсташки рат 1456.
Крсташки рат 1456. године почео је када су Турци предвођени султаном Мехмедом опсели Смедерево и Београд. У овој борби срушени су сви београдски бедеми. Јанош Хуњади је извршио неколико против удара и на крају Турци су поражени, али су хришћани били у тешким губицима. Папа Калист III је 23. јула наредио да све католичке цркве звоне тачно у подне, а људи да се моле да би Београд био одбрањен, али Турци су се повукли пре тога па је та звоњава прерасла у победничку. Срби су се у борби показали као одлични стрелци. Чак су многи хришћански владари обећали помоћ Угарима, али она није стигла.

## Крсташке вође рата

### Јован Капистран
Јован је био Италијан, а још као млад је постао лаик, па чак му је и напуљски краљ Ладислав дао на управу Перуђу. Неколико деценија после тога Јован постаје фрањевац. Јован је проповедао култ пресветог имена Исусовог по Светом римском царству, Угарској, Бохемији и Пољској. Исусов култ је прихватило више од 200.000 људи. Ипак, папа Мартин V га је оптужио за јерес. После хапшења Јован је на суђењу од стране папе проповедао, па је и сам папа прихватио Јованову веру. Под Јовановим утицајем 41 Јеврејин је спаљен у Вроцлаву, 36 је спаљено на пијаци у Берлину, а у легници је спаљена читава јеврејска популација. Будући папа Калист III га је, после пада Цариграда 1453. године под турску власт, прогласио за вођу крсташког рата. Јован је посетио скупштину у Франкфурту и скупио војску против Турака. У тој војсци је било 4 000 руље. Та војска се састојала од сељака, сиротиња, авантуристи и студенти.

### Јанош Хуњади
Био је Београдски заповедник за време владавине Стефана Лазаревића, а после његове смрти борио се уз Жигмунда Луксембуршког. После његове смрти је постављен за команданта јужних граница Угарске, а и мало касније је постављен за кнеза Ердеља и поново за заповедника Београда. Учествовао је у Косовском крсташком рату и у Варнинском крсташком рату. Хуњади је био главни борац у овом рату.

### Михаљ Силађи
Био је сарадник и заменик Јаноша Хуњадија. Када су се на Калемегдану Крсташке војске ујединиле Михаљ је стављен на чело те војске и успешно је поразио турке и они су морали да се повуку из Београда. Михаљ је овим делом постао славан.

### Ђурађ Бранковић
Године 1427. наследио је свог ујака Стефана на месту српског деспота. Ђурађ је морао Жигмунду да врати Подунавље, али Турци су освојили Голубац. Ђурађ није имао ни једно велико утврђење у својој земљи па је направио Смедерево, које му је постало престолница. Турци су године 1437. године опљачкали околину Смедерева, а 18. августа 1439. године га освојили после три месеца опсаде. Године 1444. Србија се ослободила. У Косовском крсташком рату, Србија се нашла на страни Турака пошто су је опљачкали Угари. После пада Цариграда 1453. године Турци су опсели Смедерево, али су поражени. Турски султан је 1456. пре напада на Београд опсео Смедерево, па се Ђурађ нашао на страни хришћана.

### Хуан Карвахал
Хуан је био главни кардинал у Италији. Папа га је послао са Капистраном. Карвахал и Капистран су заједно водили просјаке.

## Просјачки крташки рат 1456.
У фебруару 1456. присуствовао је угарском државном сабору, на којем није успео да придобије угарску подршку. Руља Јована Капистрана се скупила у Петроварадину, а затим у Земуну. 2. јула Јован је на самом почетку опсаде део руље превезао у Београд, док је он остао у Земуну
где је храбрио и обучавао крсташе и слао их у опседнут Београд.

## Опсада Смедерева
Турци су покушали да преваре српског деспота Ђурђа Бранковића и да опседну Смедерево неспремно за опсаду, али деспот је то схватио да Турци хоће да га преваре и спремио је Смедерево за одбрану. Ђурађ је напустио Смедерево спремно за опсаду и побегао у своје поседе у Угарској. Султан је већ до јула одустао од опсаде града и кренуо ка Београду.

## Опсада Београда
4. јула Турци су опсели Београд. Велика турска војска је продрла у град, а турски султан Мехмед II Освајач се налазио на Врачару, на месту данашњег храма Светог Саве. Борба је била дуга, хришћанима су били потребни сви становници Београда да би одбранили град, па су жене преко зида бацали запаљиве материје. 14. јула хришћанска флота је упркос куги победила турску, ипак Турци су наставили да бомбардују град. Турски барјактар је покушао да поставитурски барјак на врху Калемегданске тврђаве и да тако подигне морал војсци. Хуњадијев војник, Србин, Титус Дуговић је покушао да отме барјак барјактару, па је повукао и барјак и барјактара и заједно су пали са куле. 21. јула Турци су кренули у жесток напад, који је завршен погибијом 22. јула почео је пробој Крсташа, коме се придружио Јован Капистран. Крсташи су упадали у турске шаторе и пљачкали их, а Турци су кренули у бег. Сам султан је покушао да их заустави, али је рањен, па је и он наредио повлачење. До 23. јула Турци су се повукели. Крсташи су тада почели да их нападају отимају стоку и уништавају справе за опсаду. Овим поразом султанов углед је пропао.

## Крај рата

### Крај рата за просјаке
После ове победе Крсташи су почели да се међускобно сукобљавају. На једној страни су били Угари, а на другој просјаци Јована Капистрана.
у сукобу су прво биле само војске, а онда и њихови команданти, па је Капистран на крају био приморан да пусти руљу својим кућама. Збаг куге која је са Турака прешла на хришћане Хуњади је умро 11. августа, а Капистран 23. октобра у Илоку.

### Крај рата за Угаре и последице
Хуњадија је наследио син Ладислав, који је од очевих титула, према државном сабору у Футогу, наследио само титулу београдског заповедника, док су остале титуле уграбио гроф Цеља, најмоћнији угарски великаш, славонско-хрватско-далматински бан, први регент угарског краља и његов ујак, Улрих II Цељски. Ладислав је настојао да у Угарској одржи за себе очев углед. Када је у јесен 1456. године угарски краљ допратио Улриха до Београда, Ладислав није хтео да пусти краљеву војску у град, него је 9. новембра у земунској тврђави Улриху одсекао главу и његову главу бацио пред угарску војску. Бесан краљ је одмах наредио да се Ладислав погуби. Тај догађај је зауставио крсташки рат 1456. године, а Крсташи су се разишли так у децембру. Ладислав је погубљен 16. марта 1457. године. Тим поводом почео је грађански рат, а краљ је напустио Угарску и отишао у Праг где је и умро 23. новембра.